# Sint-Aldegondiskerk (Overboelare)

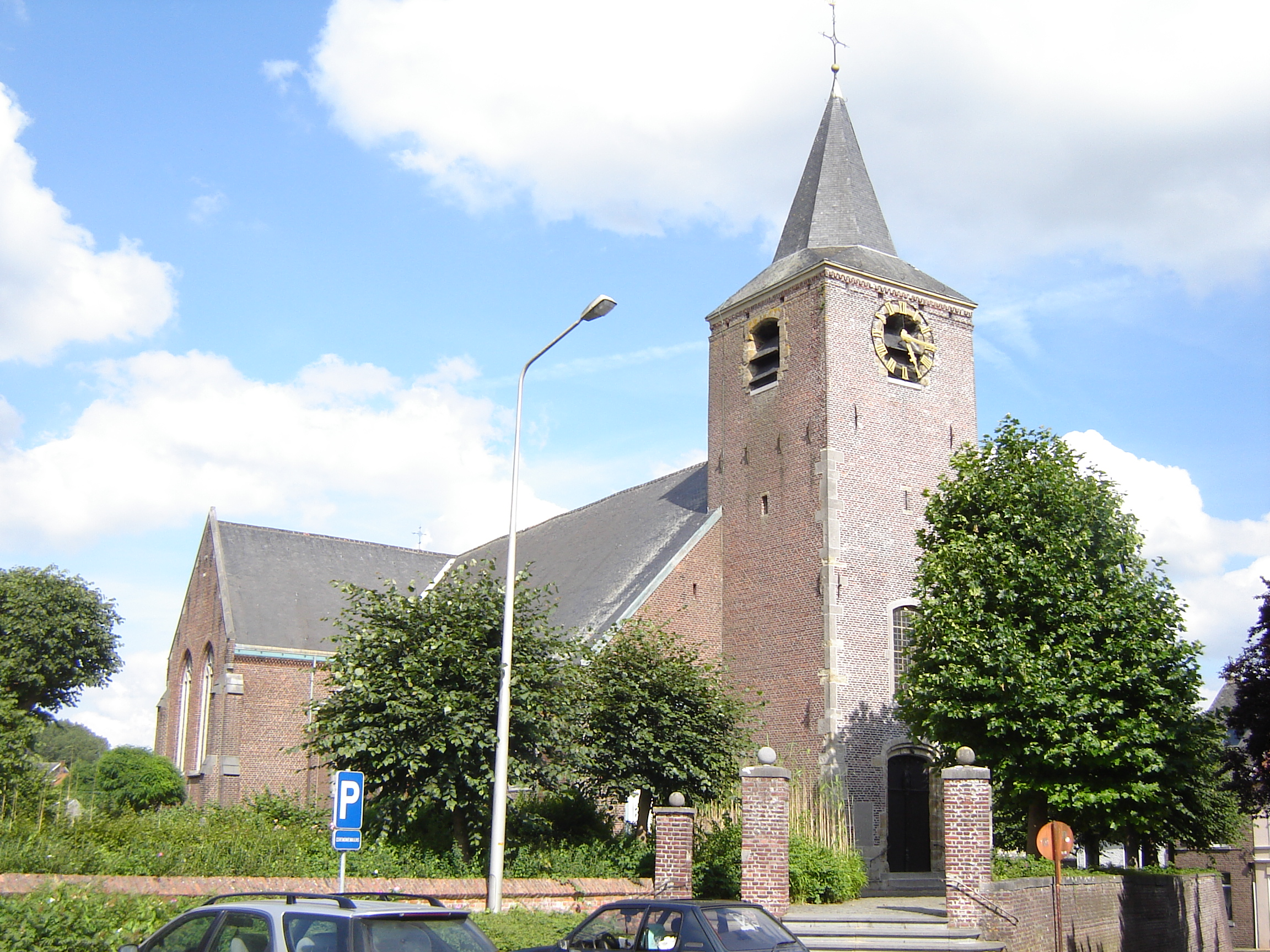
Sint-Aldegondiskerk

De Sint-Aldegondiskerk is de parochiekerk van de tot de Oost-Vlaamse gemeente Geraardsbergen behorende plaats Overboelare, gelegen aan de Pol Antheunisstraat 8.

## Geschiedenis
De op een hoogte gelegen kerk werd gebouwd in 1770 in classicistische stijl. In 1864 werd een neogotisch transept toegevoegd.

## Gebouw
De pseudobasilicale kerk heeft een voorgebouwde westtoren uitgevoerd in baksteen met hoekstenen in zandsteen en hardsteen. Het koor is driezijdig afgesloten.
De kerk wordt omringd door een kerkhof.

## Meubilair
Het meubilair is grotendeels neogotisch en stamt uit de 19e eeuw. Er zijn enkele 18e-eeuwse biechtstoelen.